# Charles Edward Horsley
Charles Edward Horsley (Londres, 16 de desembre de 1822 - Nova York, 28 de febrer de 1876), fou un compositor i organista anglès, fill de William Horsley (1774-1858) i net de John Wall Callcott (1766-1821) ambdós músics molt reconeguts.
Estudià a Alemanya on tingué per mestres en Hauptmann, Mendelssohn i Moscheles, el 1853 assolí una plaça d'organista en una església de Londres, i el 1868 passà a Austràlia a la ciutat novaiorquesa en el viatge de tornada al seu país.
És autor dels oratoris Gideon, David i Joseph, de l'oda Euterpe per a solos, cor i orquestra, obres pera piano i d'un Tex-book of Harmony (1876).